# Estação Quintino
Quintino é uma estação de trem da Zona Norte do Rio de Janeiro. Está localizada no bairro de Quintino Bocaiuva.

## História
A estação foi criada no ano de 1876, recebendo o nome de Cupertino. Como ocorreu com demais bairros do subúrbio carioca, um povoamento formou-se em torno da estação. Com a morte de Quintino Bocaiuva, em 1912, a estação recebeu seu nome.

## Plataformas
Plataforma 1A: Sentido Deodoro 
Plataforma 2B: Sentido Central do Brasil
Plataforma 2C: Não é utilizada